# حرير الخز
حرير الخزّ هو عبارة عن قماش حريري ممزوج مصنوع من الحرير والصوف. ويُسمى القَزّ في المصادر الفارسية والخَزّ في المصادر العربية، وهو يشير إلى الحرير أو منتجاته. ففي اللغة العربية في العصور الوسطى، كانت كلمة القزّ تعني "الحرير".

## التاريخ
حرير الخز هو نوع قديم من الأقمشة الحريرية اشتهر في العالم الإسلامي الشرقي، خاصةً في إيران والهند، حتى وصل الشام والعراق. كان الخز نسيجًا من القرن الثالث عشر، وقد ذُكر نفس القماش في وثيقة عين أكبري التي تعود إلى القرن السادس عشر. هناك إشارات في الأدب العربي إلى نوع من الخزّ المخطط والقطوف (قماش المخمل) المستخدم في بلاط الخلافة الأموية، هشام بن عبد الملك (691-743). وكان هشام يحب الثياب والسجاد. وفي أيامه بدأت صناعة الحرير المخطط (الخزّ الرقم) والقطوف.

## النَسِيج
كان نسيج الخز مشابهًا للمخمل أو القماش المنقوش.

## السعر
يُعرف الخز بأنه أحد أغلى الأقمشة، وكان سعره يصل إلى 16 تنكه/عملة فضية (أي ما يعادل الراتب الشهري للجندي في القرن الرابع عشر). السعر يعادل تقريبًا 16 مرة سعر قطعة قماش طويلة [الإنجليزية] تبلغ قيمتها تنكه واحدة.

## طالع أيضًا
- كاتان (قماش) [الإنجليزية]